# Escuts i banderes del Barcelonès
Els escuts i banderes del Barcelonès són el conjunt de símbols que representen els municipis d'aquesta comarca.
Els escuts i les banderes oficialitzats per la Generalitat des del 1981 per la Conselleria de Governació, que en té la competència, són els de Barcelona, l'Hospitalet de Llobregat i Sant Adrià de Besòs. Badalona i Santa Coloma de Gramenet no tenen escuts oficialitzats per la Generalitat, per bé que sí que empren símbols oficials del consistori dins del seu municipi. Pel que fa als escuts comarcals, cal dir que s'han creat expressament per representar els Consells i, per extensió, són el símbol de tota la comarca.
El Barcelonès, amb la capital a Barcelona, és la comarca més poblada i industrialitzada de Catalunya. Té una població, l'any 2008, de 2.235.578 habitants, que ocupen una superfície de 144,72 km². En la divisió comarcal de 1936 i de 1987, incloïa els municipis d'Esplugues de Llobregat i Sant Just Desvern, agregats al Baix Llobregat en la modificació del 1990.

## Escuts

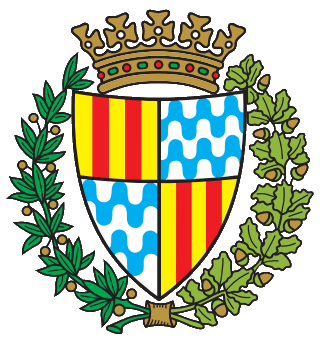
Badalona
Barcelona Publicat al DOGC el 19 d'abril de 2004.[1]
l'Hospitalet de Llobregat Aprovat el 2 de setembre de 1986.[2]
Sant Adrià de Besòs Aprovat el 4 de setembre de 1987.[3]
Santa Coloma de Gramenet

## Banderes

Badalona
Barcelona Aprovada el 13 d'abril de 2004.[4]
l'Hospitalet de Llobregat Aprovat l'1 de juny de 2005.[5]
Sant Adrià de Besòs Aprovada el 19 de març de 2002.[6]